# Tierras Nuevas (Tarija)
Tierras Nuevas is een plaats in het departement Tarija, Bolivia. Het is naar aantal inwoners de negende grootste plaats van de gemeente Yacuíba, gelegen in de Gran Chaco provincie. 

## Bevolking
| Jaar | Populatie |
| ---- | --------- |
| 1992 | -         |
| 2001 | 613       |
| 2012 | 1.039     |